# 十六法典
《十六法典》创立于公元1618年，1959年之后被废止。在西藏藏巴汗时期，彭错朗杰之子丹迥旺波在统治西藏后，命令白色瓦在《法律十五条》的基础上编集一部法典，因为它一共有十六条律文，所以称为《十六法典》。《法律十五條》是帕木竹巴王朝建立者絳曲堅贊以佛教十善法為基礎制定的法律。

## 外部連結
- 利物浦世界博物館館藏十六法典寫本，bdr:MW30296